# Rhaphidostichum gunckelii
Rhaphidostichum gunckelii là một loài rêu trong họ Sematophyllaceae. Loài này được Thér. mô tả khoa học đầu tiên năm 1930.